# (31669) 1999 JT6
1999 جاي تي 6 (ويعرف أيضًا باسم (31669) 1999 جاي تي 6 وفق تسمية الكوكب الصغير) (بالإنجليزية: 1999 JT6)‏ هو كويكب ضمن حزام الكويكبات؛ وترتيبه 31669 من حيث الاكتشاف.
اكتُشف هذا الجُرم الفلكي بواسطة بحث لنكولن عن الكويكبات القريبة من الأرض في 12 مايو 1999.

## وصلات خارجية
- (31669) 1999 JT6 في قاعدة بيانات مختبر الدفع النفاث لأجرام النظام الشمسي الصغيرة

- الاكتشاف · مخطط المدار ·  العناصر المدارية · المعلمات المادية

- (31669) 1999 JT6 على موقع ويكي سكاي: DSS2, SDSS, GALEX, IRAS, Hydrogen α, X-Ray, Astrophoto, Sky Map, Articles and images